# Tôn Hà
Tôn Hà (chữ Hán: 孙河, ? – 204), tự Bá Hải, người Thọ Xuân, Ngô Quận , tông thất, tướng lãnh nhà Đông Ngô thời Tam Quốc trong lịch sử Trung Quốc.

## Cuộc đời
Hà vốn là cháu đàng nội của Tôn Kiên. Ông có người cô được gả cho nhà họ Du, chọn Hà làm người kế tự, nên đổi sang họ Du, về sau đổi lại họ Tôn.
Hà tính chất phác, trung thực, nói chậm làm nhanh, có khí phách và tài cán, lại còn siêng năng. Thiếu thời Hà là tâm phúc của Tôn Kiên, theo ông ta chinh thảo khắp nơi, thường làm tiền khu, sau được nhận chức Lãnh tả hữu binh, Điển tri nội sự. Tôn Sách về Giang Đông, ông tham gia bình định Ngô Quận, Cối Kê. Theo Tôn Quyền dẹp Lý Thuật, phá xong, được bái làm Uy khấu trung lang tướng, lãnh Lư Giang thái thú. Sau đó làm tướng quân, đồn trú ở kinh thành (thành Ngô huyện thuộc Ngô Quận).
Em Tôn Quyền là Đan Dương thái thú Dực bị bộ hạ Biên Hồng sát hại, Hà đi trước đến Uyển Lăng (Biên Hồng đã bị giết), trách cứ bộ tướng của Dực là Quy Lãm, Đái Viên không bảo vệ được chủ nhân. 2 người vốn là thủ hạ cũ của Thịnh Hiến (Hiến bị Tôn Quyền giết), cho rằng Hà với Dực là sơ thì chỉ trách mắng, Quyền với Dực là thân thì sẽ không tha cho mình, nên cùng nhau giết chết Hà, sai sứ lên bắc đón Dương Châu thứ sử Lưu Phức của Ngụy. Không lâu sau, vợ Dực là Từ thị liên kết với bộ hạ của chồng giết chết bọn Lãm.
Các con của Hà là Tôn Trợ, Tôn Nghi mất sớm, Tôn Hoàn, Tôn Tuấn còn nhỏ, nên Tôn Quyền cho Tôn Thiều lãnh bộ khúc của Hà.